# Arthur Dunkel
Arthur Dunkel (26 de agosto de 1932 - 8 de junio de 2005) fue un administrador suizo, nacido en Portugal. Se desempeñó como director general del GATT entre 1980 y 1993.
Arthur Dunkel tuvo una activa participación en las negociaciones de la Ronda de Uruguay del GATT. Su contribución para la compleción exitosa de tales negociaciones fueron vitales. Cuando las negociaciones llegaron a un punto muerto y no se avizoraba un acuerdo, Dunkel tomó la iniciativa por su cuenta y compiló lo que sonoce como el "Borrador Dunkel" en diciembre de 1991. Este borrador reunió los resultados de las negociaciones y proveyó una solución arbitrada a los temas en los cuales existía disenso. Aunque Estados Unidos e India continuaron pidiendo cambios al borrador, solo unas cuantas enmiendas en materia agrícola le fueron hechas. El Borrador Dunkel fue aceptado y significó la fundación de la Organización Mundial de Comercio.
En 1989 recibió el premio de la libertad de la Fundación Max Schmidheiny.